# V354 Весов
V354 Весов (лат. V354 Librae) — одиночная переменная звезда в созвездии Весов на расстоянии приблизительно 807 световых лет (около 247 парсеков) от Солнца. Видимая звёздная величина звезды — от +11,9m до +11,3m.

## Характеристики
V354 Весов — красная эруптивная переменная звезда типа RS Гончих Псов (RS) спектрального класса M. Эффективная температура — около 3200 К.